# Проетто-Фрау, Джузеппина
Джузеппина Проетто-Фрау (итал. Giuseppina Projetto-Frau; 30 мая 1902, Ла-Маддалена, Сардиния, Королевство Италия — 6 июля 2018, Монтелупо-Фьорентино, Тоскана, Италия) — итальянская верифицированная долгожительница.

## Биография
Родилась в городе Ла-Маддалена на итальянском острове Сардиния. У неё было четверо братьев и сестёр.
Вышла замуж за вдовца Джузеппе Фрау, который имел троих сыновей от прошлого брака. Она приняла их как своих родных и воспитывала с любовью. Около 1946 года переехала во Флоренцию, где жила до своей смерти с одной из своих невесток — Джулией.
С 13 июля 2017 года являлась старейшим жителем страны. С 15 декабря 2017 года также являлась старейшим жителем Европы. Её возраст на момент смерти составлял 116 лет, 37 дней. Она являлась последним верифицированным человеком, родившимся в 1902 году.

## Рекорды долголетия
- 30 мая 2017 года стала 43-м человеком в мире, официально достигшим 115-летнего возраста.
- 13 июля 2017 года стала старейшим жителем Италии.
- 18 сентября 2017 года стала вторым по продолжительности жизни человеком, жившим когда-либо в Италии.
- 13 декабря 2017 года вошла в число 25 старейших долгожителей мира.
- 15 декабря 2017 года стала старейшим живущим человеком в Европе и вошла в тройку старейших живущих людей в мире.
- 12 февраля 2018 года вошла в двадцатку старейших людей в истории.
- 21 апреля 2018 года стала вторым старейшим живущим человеком в мире.
- 30 мая 2018 года стала 19-м человеком в истории, кто отпраздновал 116-летие.